# فجل الخيل البحيري
فجل الخيل بحيري (الاسم العلمي:Armoracia lacustris) هو نوع غير مؤكد من النباتات يتبع جنس الفجل الخيل من الفصيلة الكرنبية.